# Yunnan
Yunnan (en chino, 云南; pinyin, Yúnnánⓘ) es una provincia de la República Popular China, situada en el extremo suroeste del país. Tiene un área de 394 000 km² y una población de 48 millones (datos de 2018). La capital de la provincia es Kunming, anteriormente también conocida como Yunnan-Fu en la época cuando Francia colonizó la península indochina. La provincia limita con las provincias chinas de Guangxi, Guizhou, Sichuan y la Región Autónoma del Tíbet, y con los países de Vietnam, Laos y Myanmar.
Yunnan está situado en una zona montañosa, con elevaciones altas en el noroeste y elevaciones bajas en el sudeste. La mayoría de la población vive en la parte oriental de la provincia. En el oeste, la altitud puede variar desde los picos de las montañas hasta los valles de los ríos hasta 3000 metros. Yunnan es rico en recursos naturales y tiene la mayor diversidad de plantas en China. De las aproximadamente 30 000 especies de plantas superiores en China, Yunnan tiene quizás 17 000 o más. Las reservas de Yunnan de aluminio, plomo, zinc y estaño son las más grandes de China, y también hay importantes reservas de cobre y níquel.
El Imperio Han primero registró relaciones diplomáticas con la provincia a fines del siglo II a. C. Se convirtió en la sede de un reino de Nanzhao que hablaba sino-tibetano en el siglo VIII. Nanzhao era multiétnico, pero la élite más probablemente hablaba un dialecto del norte de yi. Los mongoles conquistaron la región en el siglo XIII, con el control local ejercido por los señores de la guerra hasta la década de 1930. Desde la dinastía Yuan en adelante, el área fue parte de un movimiento de población patrocinado por el gobierno central hacia la frontera sudoeste, con dos olas principales de inmigrantes que llegaron desde áreas con mayoría han en el norte y sudeste de China. Al igual que en otras partes del suroeste de China, la dominación de la dinastía Ming obligó a otra migración de la mayoría han a la región. Estas dos olas de migración contribuyeron a que Yunnan fuera una de las provincias étnicamente más diversas de China, con minorías étnicas que representan alrededor del 34 por ciento de su población total. Los principales grupos étnicos incluyen a los yi, bai, hani, zhuang, hui, dai y miao.

## Características
Tiene más de 48 millones de habitantes (2018). Su territorio ocupa una superficie de 394 100 km², situado en el sur del país y tiene pasos fronterizos con Laos, Birmania y Vietnam.
El emperador Qin Shi Huang incluyó a Yunnan en la China unificada en 221 a. C. La dinastía Han la promocionó como centro comercial con Birmania y la India. Durante los siglos XVIII y XIX se produjeron diversos levantamientos de las minorías que veían amenazadas sus costumbres por la gran llegada de colonos chinos.
Numerosos indicios apuntan a esta región como el origen de la peste negra, que propagarían los mongoles hasta Europa, devastando el continente.[cita requerida]
Su geografía es muy variada: montañosa en la zona fronteriza con el Tíbet y con grandes valles en las tierras bajas. El punto más alto de la provincia es el pico Kagebo, de 6740 metros de altitud, mientras que el más bajo se sitúa en el valle del río Honghe a una altitud de 76,4 metros sobre el nivel del mar. 
Su población está formada por más de 25 etnias diferentes, entre las que destacan los miao, bai, yi y hani. Cada uno de estos grupos está formado como mínimo por 8000 personas. Algunas de estas minorías viven en comunidades propias, cada una de ellas con más de 5000 habitantes. 
Los puntos fuertes de la economía de Yunnan son las industrias del tabaco, la minería y el turismo. La provincia tiene yacimientos de más de 150 minerales diferentes. Es la mayor extractora de zinc, indio, titanio y cadmio de toda China.

## Geografía
Yunnan, llamada breve en ''Yun'' o ''Dian'', está situada en la región suroeste de la China, y el trópico de Cáncer atraviesa el sur de la provincia. Tiene una superficie total de 394 100 km², ocupando 4,1 % del territorio nacional. Por el este colinda con la région autónoma de la etnia Zhuang de Guangxi y la provincia de Guizhou, por el norte mira la provincia Sichuan a través del río de Jinsha, por el noroeste limita con la région autónoma de Tíbet, por el oeste limita con Birmania y por el sur y sureste limita con Laos y Vietnam, respectivamente. En total, Yunnan tiene 4,060 kilómetros de fronteras terrestres. 
Topográficamente, Yunnan desciende de norte a sur. Su elevación sobre el nivel del mar es de 1500-2200 metros en la parte sur y 3000-4000 metros en el norte. El pico Kegebo de la Montaña nevada de Meili tiene una altitud de 6740 metros y es el más elevado de la provincia. En el este se encuentra la meseta Yunnan-Guizhou con una elevación media de 1000 metros sobre el nivel del mar. En el sur de la provincia se encuentran las zonas tropicales, de topografía más llana y con una elevación media de 76,4 metros sobre el nivel del mar.

## Historia
El Hombre de Yuanmou, un fósil de Homo erectus descubierto por ingenieros de ferrocarriles en la década de 1960, se ha determinado que es el fósil más antiguo conocido de los homínidos en China. Durante el Neolítico, hubo asentamientos humanos en la zona del lago Dian. Estas personas utilizaban herramientas de piedra y construyeron estructuras de madera simple.
Alrededor del siglo III antes de Cristo, el área central de Yunnan, alrededor de la actual Kunming, era conocida como Dian. El general Chu Zhuang Qiao (庄礄) entró en la región desde la parte alta del río Yangtze y se coronó como "rey de Dian". Él y sus seguidores iniciaron en Yunnan una afluencia de influencia china, el inicio de una larga historia de la migración y la expansión cultural.
En el año 221 a. C., Qin Shi Huang unificó China y extendió su autoridad al sur. Encomiendas y condados fueron establecidos en Yunnan. Un vial existente en Sichuan —el "Camino de los Cinco Pies"— se extendió hacia el sur hasta alrededor de la actual Qujing, en el este de Yunnan. Las guerras Han-Dian comenzaron bajo el emperador Wu. Él dirigió una serie de campañas militares contra Dian durante la expansión hacia el sur de la dinastía Han. En 109 a. C., el emperador Wu envió al general Guo Chang (郭昌) al sur de Yunnan, estableciendo la encomienda de Yizhou y 24 condados subordinados. La sede de la encomienda se situó en el condado de Dianchi en la actual Jinning. Otro condado fue llamado "Yunnan", probablemente el primer uso del nombre. Para ampliar el floreciente comercio con Birmania y la India, el emperador Wu también envió a Tang Meng para mantener y ampliar las rutas viales en el llamado "Bárbaro Sur". Por este tiempo, la tecnología agrícola en Yunnan había mejorado notablemente. Los habitantes locales utilizaban herramientas de bronce, arados y mantuvieron una variedad de ganado, incluyendo vacas, caballos, ovejas, cabras, cerdos y perros. Algunos antropólogos han determinado que estas personas estaban relacionadas con las personas ahora conocidas como tai. Vivían en congregaciones tribales, a veces dirigidas por chinos exiliados.
Durante los Tres Reinos (220-280 d. C.), el territorio de la actual Yunnan, Guizhou occidental y el sur de Sichuan se denominan colectivamente Nanzhong. La disolución de la autoridad central de China llevó a una mayor autonomía de Yunnan y más poder para las estructuras tribales locales. En 225, el famoso estadista Zhuge Liang llevó tres columnas a Yunnan para pacificar a las tribus. Sus siete capturas de Meng Huo, un magnate local es muy celebrado en el folclore chino.
En el siglo IV el norte de China fue invadida en gran medida por las tribus nómadas del norte. Alrededor del 320, el clan Cuan (爨) emigró a Yunnan. Cuan Chen (爨 琛) se nombró a sí mismo rey y mantuvo la autoridad en torno al lago Dian, entonces conocido como Kunchuan. A partir de entonces el clan Cuan gobernó Yunnan durante más de cuatrocientos años. En 738, el reino de Nanzhao fue establecido en Yunnan por Piluoge o Khun Borong —progenitor legendario del pueblo tai—, que fue confirmado por la corte imperial de la dinastía Tang como rey de Yunnan. Gobernando desde Dali, los trece reyes de Nanzhao gobernaron durante más de dos siglos y jugaron un papel destacado en la relación entre el Imperio Tang y el Tíbet. En 937, Duan Siping derrocó al monarca de Nanzhao y estableció el Reino de Dali. El reino fue conquistado por el Imperio mongol en 1253, con su antigua dinastía de los Duans incorporados en el dominio de los mongoles como los gobernadores generales de la nueva provincia. El príncipe mongol enviado para administrar la región con ellos fue asesinado. En 1273, Kublai Khan reformó la provincia y nombró a Sayid Ajall como su gobernador. La provincia de Yunnan, durante la dinastía Yuan incluía también una parte significativa de la Alta Birmania después de las campañas de Birmania en las décadas de 1270 y 1280. Pero con la caída de la dinastía Yuan en 1368, la dinastía Ming destruyó a los leales a los Yuan liderados por Basalawarmi en la conquista Ming de Yunnan a principios de 1380.
Durante las dinastías Ming y Qing, grandes áreas de Yunnan fueron administrados bajo el sistema caciquil nativo. Una guerra con Birmania también se produjo en la década de 1760 debido al intento de consolidación de las zonas fronterizas por parte de los jefes locales de China y Birmania.
Aunque en gran parte olvidado, la sangrienta Rebelión de Panthay del pueblo musulmán hui y otras minorías locales contra los gobernantes manchúes de la dinastía Qing causó la muerte de hasta un millón de personas en Yunnan. Una política de limpieza étnica fue adoptada por los Qing bajo el título de "la limpieza de los musulmanes".

## División administrativa
| Mapa | #             | Nombre               | Hanzi                             | Hanyu Pinyin                   | Tipo |
| ---- | ------------- | -------------------- | --------------------------------- | ------------------------------ | ---- |
|      |               |                      |                                   |                                |      |
| 1    | Kunming       | 昆明市               | Kūnmíng Shì                       | Ciudad con nivel de prefectura |      |
| 2    | Qujing        | 曲靖市               | Qǔjìng Shì                        | Ciudad con nivel de prefectura |      |
| 3    | Yuxi          | 玉溪市               | Yùxī Shì                          | Ciudad con nivel de prefectura |      |
| 4    | Baoshan       | 保山市               | Bǎoshān Shì                       | Ciudad con nivel de prefectura |      |
| 5    | Zhaotong      | 昭通市               | Zhāotōng Shì                      | Ciudad con nivel de prefectura |      |
| 6    | Lijiang       | 丽江市               | Lìjiāng Shì                       | Ciudad con nivel de prefectura |      |
| 7    | Pu'er         | 普洱市               | Qǔjìng Shì                        | Ciudad con nivel de prefectura |      |
| 8    | Lincang       | 临沧市               | Líncāng Shì                       | Ciudad con nivel de prefectura |      |
| 9    | Dehong        | 德宏傣族景颇族自治州 | Déhóng Dǎizú Jǐngpōzú Zìzhìzhōu   | Prefectura Autónoma            |      |
| 10   | Nujiang       | 怒江傈僳族自治州     | Nùjiāng Lìsùzú Zìzhìzhōu          | Prefectura Autónoma            |      |
| 11   | Dêqên         | 迪庆藏族自治州       | Díqìng Zàngzú Zìzhìzhōu           | Prefectura Autónoma            |      |
| 12   | Dali          | 大理白族自治州       | Dàlǐ Báizú Zìzhìzhōu              | Prefectura Autónoma            |      |
| 13   | Chuxiong      | 楚雄彝族自治州       | Chǔxióng Yízú Zìzhìzhōu           | Prefectura Autónoma            |      |
| 14   | Honghe        | 红河哈尼族彝族自治州 | Hónghé Hānízú Yízú Zìzhìzhōu      | Prefectura Autónoma            |      |
| 15   | Wenshan       | 文山壮族苗族自治州   | Wénshān Zhuàngzú Miáozú Zìzhìzhōu | Prefectura Autónoma            |      |
| 16   | Xishuangbanna | 西双版纳傣族自治州   | Xīshuāngbǎnnà Dǎizú Zìzhìzhōu     | Prefectura Autónoma            |      |

## Demografía
Yunnan es la provincia de la China dónde habitan más etnias minoritarias. Entre 56 etnias oficiales del país, Yunnan tiene 26. Estas etnias minoritarias representan el más 38 % de la población provincial de 48 millones de habitantes. Todas sus 24 etnias minoritarias tiene una población superior 8000 personas. 
La distribución de las etnias minoritarias es muy dispareja.

## Cultura
La vida cultural de Yunnan es de notable diversidad. Los hallazgos arqueológicos han desenterrado estructuras funerarias sagradas con elegantes bronces en Jinning, al sur de Kunming. En Zhaotong, en el noreste de Yunnan, se han descubierto frescos de la dinastía Jin (265-420). Muchas reliquias culturales chinas se han descubierto en períodos posteriores. El linaje del modo de vida tribal de los pueblos indígenas persistió sin influencia de la modernidad hasta mediados del siglo XX. Las tradiciones tribales, como la esclavitud de los yi y la caza de cabezas de los wa, han sido abolidas desde entonces. Después de la Revolución Cultural (1966-76), cuando muchas culturas minoritarias y prácticas religiosas fueron reprimidas, Yunnan ha venido a celebrar su diversidad cultural y, posteriormente, han florecido muchas costumbres y festivales locales.

### Gastronomía
La cocina de Yunnan, también conocida como cocina Dian, es una amalgama de las cocinas de los chinos han y otros grupos étnicos minoritarios en la provincia de Yunnan en el suroeste de China. Como la provincia con el mayor número de grupos étnicos minoritarios, la cocina de Yunnan es muy variada, y es difícil hacer generalizaciones. Muchos platos de Yunnan son bastante picantes, y destacan los champiñones.
Yunnan también tiene varias regiones diferentes de cultivo de té. Uno de los productos más conocidos de Yunnan es el té Pu-erh (o Puer), que lleva el nombre de la antigua ciudad comercial de té llamada Pu-erh (Puer). La provincia también es conocida por su Yunnan Gold y otros tés dianhong, desarrollados en el siglo XX.

### Turismo
Encajada a los pies del Himalaya, cuna de cuatro grandes ríos de Asia y hogar de centenares de etnias culturales, la région de Yunnan encarna la China menos conocida, un oasis de paisajes y tradiciones. La provincia cuenta con recursos turísticos muy atractivos, climas agradables, paisajes pintorescos y poéticos y costumbres étnicas coloridas, los que son como un maravilloso rollo de pintura. Gracia a su alto nivel sobre el mar, la luz solar es de buena cualidad y el aire es muy puro. 

### Algunos puntos turísticos

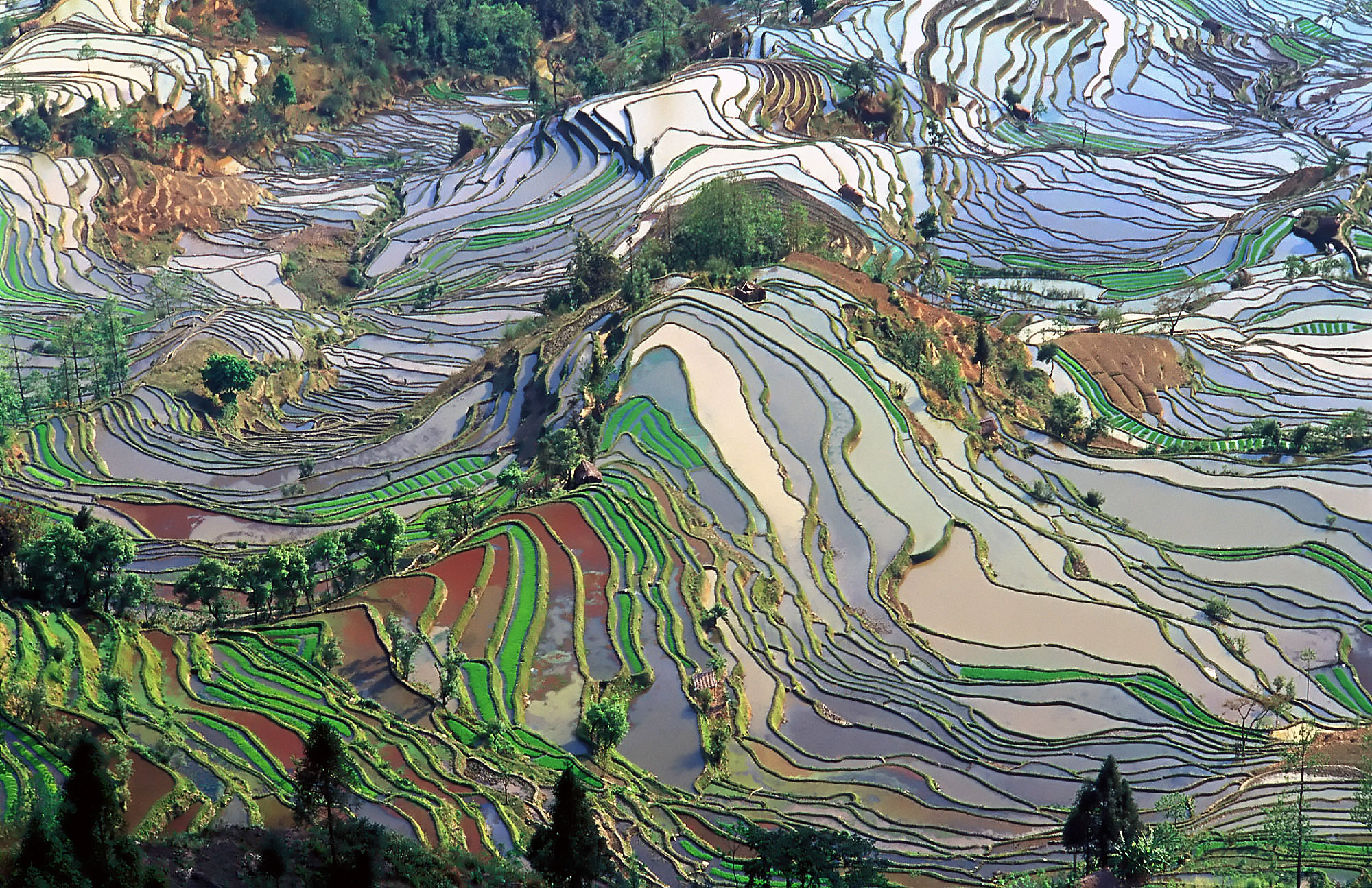
Arrozales en terrazas en la provincia de Yunnan, China.

- Kunmíng, la capital de la provincia se llama la ciudad de la primavera gracias a su climat agradable de todo año. El templo de Yuantong, en el sector norte de la capital privicial, es uno de complejos budistas más grandes de Yunnan.
- Bosque de Piedra, los caminos que se adentran en este conjunto kárstico de 400 kilómetros cuadrados discurren entre agujas de formas curiosas y grutas con ríos subterráneos.
- Yangtzé, es uno de cuatro cursos que circulan en paralelo durante su tramo alto a través de la región . Los otros son el Mékong, el Salween y el Irawady.
- Dali, centro de los históricos reinos de Nanzhao y Dali. Las Tres Pagodas son el símbolo y el emblema de la ciudad, se erigieron para apaciguar a los dioses. La más alta es de aproximadamente 70 metros y 16 pisos y también la más antigua de l'año 800. Los escasos 4 kilómetros cuadrados del casco antiguo albergan comercios casas de té y viejas mansiones. Durante la Fiesta de la Torcía la ciudad vive su mejor momento.
- Jinghong, la capital de la Prefectura autónoma de etnia de Dai de Xishuang Banna se encuentra las zonas tropicales y es también el centro de la minoría dai.
- Lijiang, patrimonio de la Humanidad de UNESCO, habitado por la minoría naxi. En el lago de Dragón negro, la montaña Nevada del Dragón de Jade se eleva a la espalda del pabellón de la Luna y el estanque del Dragón Negro
- Yuanyang, una pequeña ciudad situada en la Prefectura autónoma de etnia de Hani y Yi de Río rojo, asentamiento de la minoría hani. Esto es un laberinto de lagunas escalonadas tapiza las laderas. La frontera entre Yunnan y Laos es una sucesión de montaña habitadas por pueblos yi y han que, a lo largo de los siglos han domesticado el relieve excavando terrazas inundares donde cultivan arroz.
- Shangri-La, la capital de la Prefectura autónoma de etnia tibetana de Diqin, es una ciudad de la etnia tibetana. En la ciudad el gran monasterio tibetano de Sumtseling, pequeña potasa de Yunnan, es a menudo comparado con el palacio de Lhasa. Fue reabierto en 1981.